# Сетеніль-де-лас-Бодегас
Сетеніль-де-лас-Бодегас (ісп. Setenil de las Bodegas) — муніципалітет в Іспанії, у складі автономної спільноти Андалусія, у провінції Кадіс. Населення — 2967 осіб (2010).
Муніципалітет розташований на відстані близько 420 км на південь від Мадрида, 110 км на схід від Кадіса.
На території муніципалітету розташовані такі населені пункти: (дані про населення за 2010 рік)
- Сетеніль: 2844 особи
- Касас-Нуевас: 74 особи
- Вента-де-Лече: 49 осіб

## Демографія
Динаміка населення (INE ):

## Галерея зображень

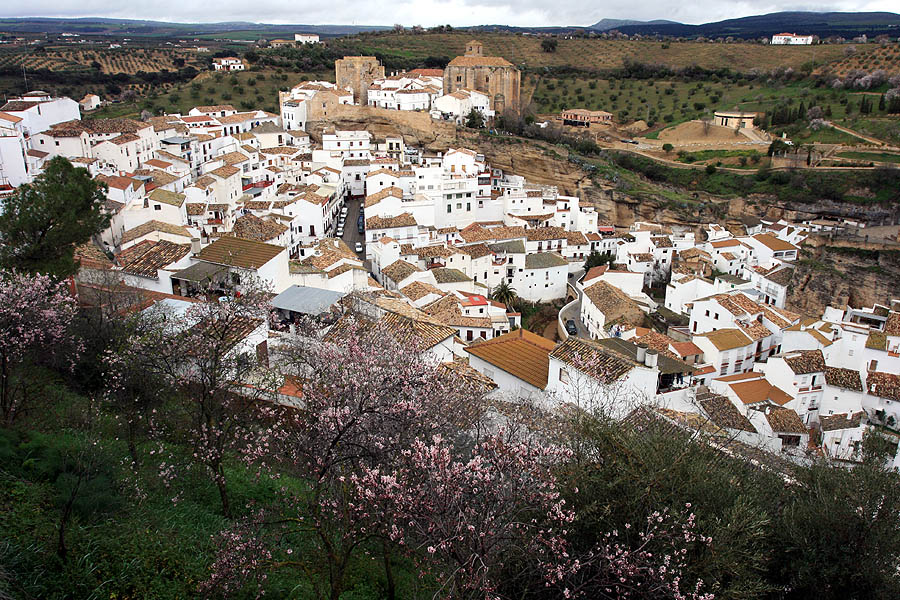
Сетеніль-де-лас-Бодегас